# 诺埃尔·钱伯斯
诺埃尔·钱伯斯（英語：Noel Chambers，1923年7月14日—1990年11月22日），新西兰男子游泳运动员。他曾代表新西兰参加1950年大英帝国运动会游泳比赛，获得男子800码自由泳接力金牌。

## 家庭
弟弟科林·钱伯斯。